# Observatoire radio de l'université d'État de l'Ohio
L'observatoire radio de l'université d'État de l'Ohio était un radiotélescope de type Kraus (en) de 52 m de diamètre, opéré de 1963 à 1998 sur le site de l'observatoire Perkins (en) de l'université Wesleyenne de l'Ohio.
Connu sous le pseudonyme Big Ear (« grande oreille » en anglais), l'observatoire faisait partie du projet SETI de l'université d'État de l'Ohio. La construction de Big Ear a commencé en 1956 et a été complétée en 1961 pour finalement commencer ses activités de recherche d’intelligence extraterrestre en 1963. 

## Histoire
De 1965 à 1971, l’observatoire est utilisé pour cartographier les sources radio du ciel de l’Ohio. En 1972, le Congrès des États-Unis vote l'arrêt du financement de ce projet. Plusieurs travailleurs perdent à ce moment leur emploi.
Le radiotélescope est utilisé entièrement pour la recherche SETI de 1973 à 1995, ce qui fait de Big Ear le plus long projet SETI à se dérouler dans l'histoire. En 1977, Big Ear reçoit le célèbre signal Wow!.
L'observatoire est désassemblé en 1998 lorsque les acquéreurs du site décidèrent d’utiliser le terrain pour agrandir un terrain de golf situé à proximité.